# Астазія
Аста́зія (грец. а- від'ємна частина + грец. стазис — крок) — втрата можливості стояти, як правило, в результаті захворювань нервової системи. При ускладнені призводить до абазії. Є клінічним симптомом.

## Джерала
- Реймерс Н. Ф. Основні біологічні поняття та терміни. — Москва: Просвіта, 1988 (рос.)